# Patrick Meyer (homme politique)
Pour les articles homonymes, voir Meyer et Patrick Meyer.
Patrick Meyer, né le 12 septembre 1969 à Eupen est un homme politique belge germanophone, membre du Christlich Soziale Partei.
Il est photographe professionnel. Secrétaire du syndicat CSC. Il fut collaborateur de Mathieu Grosch. Membre du comité de direction de la Christlichen Krankenkasse.

## Fonctions politiques
- 1995-     : conseiller communal à Eupen
- 1995-2001 : échevin à Eupen
- 2001-     : premier échevin à Eupen
- 1999-2014 : membre du parlement germanophone.